# Megalastrum hirsutosetosum
Megalastrum hirsutosetosum är en träjonväxtart som först beskrevs av Georg Hans Emmo Wolfgang Hieronymus, och fick sitt nu gällande namn av Alan Reid Smith och R. C. Moran. Megalastrum hirsutosetosum ingår i släktet Megalastrum och familjen Dryopteridaceae. Inga underarter finns listade.